# Christian Marschall
Christian Marschall (* 15. Februar 1922 in Dresden; † November 1999) war ein deutscher Schauspieler, Hörfunk- und Synchronsprecher.

## Leben und Wirken
Christian Marschall machte eine Schauspielausbildung an der Schauspielschule des Konservatoriums seiner Heimatstadt Dresden und debütierte an den Landesbühnen Sachsen. Im selben Jahr wurde Marschall an das Stadttheater Elbing verpflichtet. Mitte der 1940er Jahre war Christian Marschall am I. Stadttheater in Mährisch-Ostrau engagiert. Es folgten Engagements in München und Landshut.
Nach dem Zweiten Weltkrieg lebte Marschall in München und verlagerte seinen Karriereschwerpunkt zunehmend auf die reine Sprechertätigkeit, so im Hörfunk, in der Film- und Fernsehsynchronisation und als Erzähler in verschiedenen deutschen Filmproduktionen, wie Brutalität in Stein von 1961. Marschall war Sprecher im Bayerischen Rundfunk, wo er unter anderem die Sendung In den Wind gesprochen moderierte.
Aufgrund seiner tiefen und äußerst markanten Stimme, die „das Grauen untergründig [transportierte]“, hatte Marschall häufiger Sprechrollen in Horrorfilmen. So sprach er unter anderem Peter Cushing (Dracula braucht frisches Blut) und Boris Karloff (Der Leichendieb). Des Weiteren war er auch auf James Garner, John Richardson, Donald Pleasence und Ernest Borgnine zu hören. 
Er war zudem in Zeichentrickfilmen und -serien zu hören, so 1978 als Erzähler bei Nick Knatterton oder in den 1980er Jahren in den Asterix und Obelix-Filmen. In Asterix bei den Briten sprach er Julius Caesar und in Asterix – Operation Hinkelstein den falschen Seher Lügfix. In den 1990er Jahren zog sich Marschall zunehmend aus dem Synchrongewerbe zurück. Eine seiner letzten Sprechrollen hatte er unter anderem in der Zeichentrickserie Mecki und seine Freunde als Justus Specht.
Christian Marschall verstarb im November 1999 im Alter von 77 Jahren.

## Sprechrollen (Auswahl)

### Filme
- 1945: Boris Karloff als Cabman John Gray in Der Leichendieb
- 1951: Henry Brandon als Jim Currie in Der große Zug nach Santa Fé
- 1956: James Garner als Lt. Col. Joe Craven in Einst kommt die Stunde
- 1959: John Derek als Alexej Orloff in Wolgaschiffer
- 1965: Jean Poiret als Lucien Pélépan in Geld oder Leben
- 1966: Robert Webber als Sam Gunther in Leise flüstern die Pistolen
- 1968: William Schallert als Abel Esterlake in Speedway
- 1969: Donald Pleasence als Barsad in Zwei Städte
- 1970: Carlo Alighiero als Kommissar in Der Killer von Wien
- 1971: Harvey Hall als Inspektor Heinrich in Nur Vampire küssen blutig
- 1972: Mickey Hargitay als Dr. Herbert Lyutak in Das Grauen kommt nachts
- 1973: Peter Cushing als Prof. Van Helsing in Dracula braucht frisches Blut
- 1973: Sal Borgese als Asdrubale Magno in Die Nacht der rollenden Köpfe
- 1974: Trevor Howard als Superintendant Bellamy in Craze – Dämon des Grauens
- 1975: Ernest Borgnine als Jonathan Corbis in Dämonengestalt in Nachts, wenn die Leichen schreien
- 1978: Charles Borromel als Frank in Häutet sie lebend – Unternehmen Wildgänse
- 1982: Marcello Martana als Kommissar Trentini in Das Schlitzohr vom Highway 101
- 1986: Serge Sauvion als Julius Caesar in Asterix bei den Briten
- 1989: als Lügfix in Asterix – Operation Hinkelstein
- 1990: Roberts Blossom als Der alte Marley in Kevin – Allein zu Haus

### Serien
- 1974: als König in Wickie und die starken Männer
- 1977: als Gorilla/Thunfisch in Pinocchio
- 1978–1980: als Erzähler in Nick Knatterton
- 1981: als Karlchen Rattenkopf in Doctor Snuggles
- 1983: als Dodo in Alice im Wunderland
- 1985: als Teufel in Ein Engel auf Erden

## Hörspiele
- 1953: Carl Zuckmayer: Ulla Winblad oder Musik und Leben des Carl Michael Bellmann – Regie: Walter Ohm (Hörspiel – BR/RB/SWF)
- 1993: Rodney David Wingfield: Das unheimliche Dorf – Regie: Marina Dietz (Hörspiel – BR)